# Exocentrus vittulatus
Exocentrus vittulatus là một loài bọ cánh cứng trong họ Cerambycidae.